# Photopléthysmographie
La photopléthysmographie est une technique d'exploration fonctionnelle vasculaire non invasive.
C'est aussi une technique utilisée notamment par les montres et bracelets connectés pour mesurer la fréquence cardiaque du porteur de la montre.
En medecine, elle permet de diagnostiquer des affections telles que :
- stase veineuse,
- thrombophlébite,
- tachycardie ventriculaire.